# Loxigilla barbadensis
El semillero de Barbados (Loxigilla barbadensis) es una especie de ave paseriforme de la familia Thraupidae, una de las dos pertenecientes al género Loxigilla. Es la única especie endémica de Barbados.

## Distribución y hábitat
Se encuentra únicamente en la isla de Barbados. Los hábitats de esta especie son es el sotobosque y las zonas de matorral. La especie se ha adaptado bien a los humanos, y se ve con frecuencia en las proximidades de las zonas urbanas y los jardines. 

## Descripción

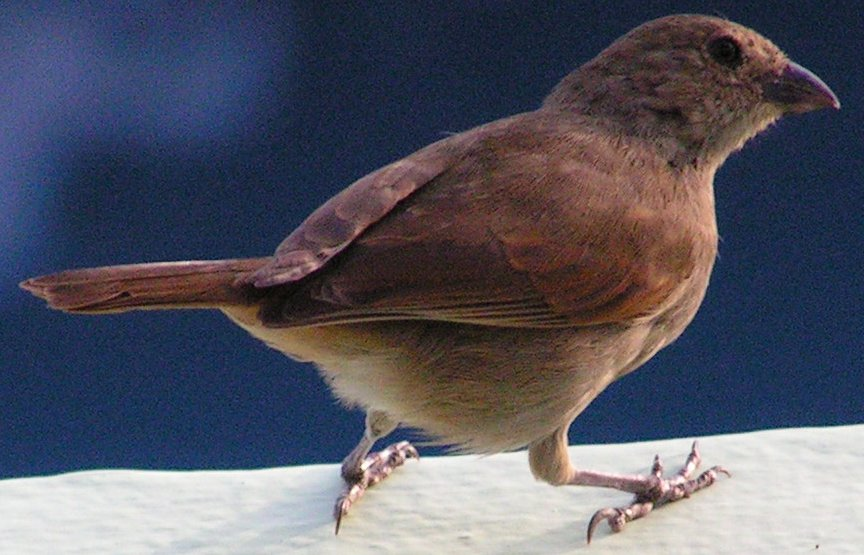
Machos y hembras tienen plumaje similar.

El semillero de Barbados es un pájaro pequeño que mide entre 14 y 15 cm de longitud. Sus partes superiores son de color gris verdoso oscuro, con las alas son principalmente pardas, y sus partes inferiores son grisáceas, aunque las coberteras de la parte inferior de la cola son anteadas. No presenta dimorfismo sexual.

## Comportamiento
Son pájaros muy inteligentes y adaptables. Se ha comprobado que los ejemplares que viven en ambientes urbanos son capaces de resolver problemas mejor y tienen mejor respuesta inmune que los que viven en zonas rurales de Barbados. En cuanto a su temperamento, las aves de ambientes urbanos son más atrevidos pero más neofóbicos que los rurales.
Los semilleros de Barbados construyen nidos globulares con una entrada lateral en un árbol o arbusto. Suelen poner de dos a tres huevos moteados.

## Sistemática

### Descripción original
La especie L. barbadensis fue descrita por primera vez por el ornitólogo estadounidense Charles Barney Cory en 1886 bajo el mismo nombre científico; su localidad tipo es: «Barbados».

### Etimología
El nombre genérico femenino Loxigilla es una combinación de los géneros Loxia, los piquituertos, y Fringilla, los pinzones, ambos del Viejo Mundo; y el nombre de la especie barbadensis se refiere a la localidad tipo, Barbados.

## Taxonomía
La presente especie anteriormente se consideraba una subespecie del semillero gorjirrojo (Loxigilla noctis), que se encuentra ampliamente diseminado en las Antillas Menores, pero, diferentemente de la presente especie que no presenta dimorfismo sexual, el macho de L. noctis es de color negro con garganta y lista supeciliar rojizas, mientras que la hembra se parece a la presente. Es monotípica.